# Chetverikov SPL
El Chetverikov SPL fue un hidroavión de reconocimiento de la Unión Soviética de los años 1930. La designación SPL corresponde a las siglas de Samolyet Podvodnikh Lodok, aeroplano para submarino.

## Desarrollo
Basado en el anfibio OSGA-101, el SPL tenía unas dimensiones más reducidas y era plegable, permitiendo ser almacenado en un submarino dotado de un reducido hangar. La célula era básicamente una góndola hidrodinámica de madera, con las superficies de control de cola realizadas de duraluminio recubierto de tela. Estas superficies y la célula estaban unidas por un entramado de tubos de acero, a través de los cuales discurrían los cables de control.
El motor, equipado con una hélice bipala de madera, estaba soportado por dos pilones. Durante la maniobra de plegado basculaban hacia atrás hasta alojar el motor entre la célula y las superficies de cola. A su vez las alas rotaban 90 grados hacia abajo y posteriormente se doblaban hacia atrás, con lo que el aparato quedaba plegado en cuatro minutos, ocupando un cilindro de tan solo 2,5 metros de diámetro y 7,45 de longitud.
Pese a que el comportamiento general del SPL era aceptable, la Aviación Naval Soviética rechazó el diseño alegando escasa capacidad marinera, incluyendo dificultad para despegar con mar picada y tendencia a entrar en pérdida por una escasa estabilidad longitudinal. Finalmente la Aviación Naval no llegó a equipar con hangar a ningún submarino.

## Variantes
OSGA-101
Modelo inicial anfibio no plegable.
SPL
Modelo plegable, ligeramente reducido.

## Especificaciones (SPL)
Referencia datos: 

### Características generales
- Tripulación: 2
- Longitud: 7,4 m (24,3 ft)
- Envergadura: 9,5 m
- Superficie alar: 13,4 m² (144,2 ft²)
- Peso vacío: 592 kg
- Peso cargado: 800 kg (1763,2 lb)
- Peso máximo al despegue: 879 kg (1937,3 lb)
- Planta motriz: 1× Motor radial Shvetsov M-11.
  - Potencia: 75 kW
- Hélices: 1× bipala por motor.

### Rendimiento
- Velocidad máxima operativa (Vno): 186 km/h (116 MPH; 100 kt)
- Velocidad crucero (Vc): 183 km/h
- Alcance: 400 km
- Techo de vuelo: 5400 m (17 717 ft)